# Georg Mickler
Alfred Georg Mickler (* 7. September 1892 in Charlottenburg; † 14. Juni 1915 in Tarnów) war ein deutscher Leichtathlet und Olympiateilnehmer, der als erster Deutscher einen Leichtathletik-Weltrekord in einer Einzeldisziplin aufstellte: Am 22. Juni 1913 erzielte er in Hannover im 1000-Meter-Lauf eine Zeit von 2:32,6 min.
Er startete auch bei den Olympischen Spielen 1912 im 1500-Meter-Lauf sowie im 3000-Meter-Mannschaftslauf und schied jeweils im Vorlauf aus.
Georg Mickler gehörte dem Sportverein SC Charlottenburg an. 1913 wurde er deutscher Meister über 800 und 1500 Meter. 1914 wechselte er für eine Saison nach Ungarn zum MTK Budapest und wurde dort unter dem Namen Mickler György Landesmeister über 880 Yards.
Georg Mickler fiel im Juni 1915 an der Ostfront.